# Course à l'américaine féminine aux Jeux olympiques d'été de 2020
Navigation
Paris 2024
La course à l'américaine féminine, épreuve de cyclisme sur piste des Jeux olympiques d'été de 2020, a lieu le 6 août 2021 sur le Vélodrome d'Izu, situé à Izu (Japon), à 120 kilomètres de Tokyo.
Il s'agit de la première édition de cette épreuve pour les féminines. 

## Format de la compétition
La course à l'américaine (ou madison) est une course par équipes dans laquelle 16 équipes de 2 coureurs s'affrontent simultanément. Elle consiste en 120 tours de piste, soit 30 kilomètres au total. Il s'agit d'une course de relais, permettant à un cycliste de récupérer pendant que son équipier court. Les deux coéquipiers peuvent se relayer à n'importe quel moment. 
Le classement est déterminé dans un premier temps au nombre de tours parcourus, puis aux points. Les points sont attribués en fonction des sprints intermédiaires. Ils ont lieu tous les 10 tours. Lors de chaque sprint, le vainqueur gagne 5 points, le deuxième reçoit 3 points, la troisième et le quatrième gagnent respectivement 2 et 1 point. Ces points sont doublés pour le dernier sprint. Si une équipe parvient à prendre un tour d'avance sur le peloton, elle marque 20 points supplémentaires. À l'inverse, si le peloton lui prend un tour, elle perd 20 points.

## Résultats
| Rang                                | Cyclistes                             | Pays             | Sprint | Sprint | Sprint | Sprint | Sprint | Sprint | Sprint | Sprint | Sprint | Sprint | Sprint | Sprint | Tours | Tours | Ordre à l'arrivée | Total |
| Rang                                | Cyclistes                             | Pays             | 1      | 2      | 3      | 4      | 5      | 6      | 7      | 8      | 9      | 10     | 11     | 12     | +     | −     | Ordre à l'arrivée | Total |
| ----------------------------------- | ------------------------------------- | ---------------- | ------ | ------ | ------ | ------ | ------ | ------ | ------ | ------ | ------ | ------ | ------ | ------ | ----- | ----- | ----------------- | ----- |
| Médaille d'or, Jeux olympiques      | Katie Archibald Laura Kenny           | Grande-Bretagne  | 5      | 5      | 5      | 2      | 5      | 5      | 5      | 5      | 5      | 5      | 1      | 10     | 20    |       | 1                 | 78    |
| Médaille d'argent, Jeux olympiques  | Amalie Dideriksen Julie Leth          | Danemark         |        |        | 2      |        | 2      | 1      |        | 1      | 3      | 3      | 3      |        | 20    |       | 9                 | 35    |
| Médaille de bronze, Jeux olympiques | Gulnaz Khatuntseva Maria Novolodskaya | ROC              |        |        |        |        |        | 3      |        |        | 1      | 2      |        |        | 20    |       | 6                 | 26    |
| 4                                   | Amy Pieters Kirsten Wild              | Pays-Bas         | 3      | 3      | 3      | 3      |        |        | 3      |        |        |        | 2      | 4      |       |       | 3                 | 21    |
| 5                                   | Clara Copponi Marie Le Net            | France           | 2      |        |        |        | 3      | 2      |        | 3      | 2      |        | 5      | 2      |       |       | 4                 | 19    |
| 6                                   | Daria Pikulik Wiktoria Pikulik        | Pologne          |        | 1      |        |        |        |        | 1      |        |        | 1      |        | 6      |       |       | 2                 | 9     |
| 7                                   | Georgia Baker Annette Edmondson       | Australie        |        | 2      |        | 5      |        |        |        | 2      |        |        |        |        |       |       | 7                 | 9     |
| 8                                   | Elisa Balsamo Letizia Paternoster     | Italie           | 1      |        |        | 1      |        |        |        |        |        |        |        |        |       |       | 8                 | 2     |
| 9                                   | Megan Jastrab Jennifer Valente        | États-Unis       |        |        | 1      |        |        |        |        |        |        |        |        |        |       |       | 5                 | 1     |
| 10                                  | Lotte Kopecky Jolien D'Hoore          | Belgique         |        |        |        |        |        |        | 2      |        |        |        |        |        |       | 20    | 11                | –18   |
| 11                                  | Jessie Hodges Rushlee Buchanan        | Nouvelle-Zélande |        |        |        |        | 1      |        |        |        |        |        |        |        |       | 40    | 10                | –39   |
| 12                                  | Franziska Brauße Lisa Klein           | Allemagne        |        |        |        |        |        |        |        |        |        |        |        |        |       | 40    | 12                | –40   |
| 13                                  | Emily Kay Shannon McCurley            | Irlande          |        |        |        |        |        |        |        |        |        |        |        |        |       | 40    | Abd               | –     |
| 13                                  | Yumi Kajihara Kisato Nakamura         | Japon            |        |        |        |        |        |        |        |        |        |        |        |        |       | 40    | Abd               | –     |
| 13                                  | Pang Yao Leung Bo Yee                 | Hong Kong        |        |        |        |        |        |        |        |        |        |        |        |        |       | 40    | Abd               | –     |